# سوسک مارچوبه
سوسک مارچوبه با نام علمی (Crioceris asparagi) آفت مهم گیاه مارچوبه است که در اروپا و آمریکای شمالی یافت می‌شود. درازای این سوسک نیم سانتیمتر است و تغذیه آن تنها از گیاه مارچوبه می‌باشد.